# 모리타 히데마사
모리타 히데마사(일본어: 守田 英正, 1995년 5월 10일 ~ )는 일본의 축구 선수로 현재 포르투갈 프리메이라리가의 스포르팅 CP에서 미드필더로 뛰고 있다.

## 클럽 경력

### 가와사키 프론탈레
2018 시즌을 앞두고 가와사키 프론탈레 입단을 통해 프로에 입문한 뒤 2020 시즌까지 공식전 108경기 2골을 기록하며 리그 2회 우승(2018, 2020), 2018년 일본 슈퍼컵 준우승, 2019년 일본 슈퍼컵 우승, J리그컵 2019 우승, J리그컵 2020 4강, 천황배 2020 우승에 공헌했다.

### CD 산타클라라
2020-21 시즌을 앞두고 포르투갈 프리메이라리가의 CD 산타클라라로 이적하며 처음으로 유럽 리그 무대를 밟은 후 2021-22 시즌까지 2시즌동안 공식전 59경기 4골을 기록했고 특히 2021-22 시즌 타사 다 리가 3경기에 출전하며 팀의 사상 첫 컵대회 4강 진출에 일조했다.

### 스포르팅 CP
2022-23 시즌을 앞두고 같은 리그의 명문 스포르팅 CP의 유니폼으로 갈아입은 뒤 2022-23 시즌 공식전 41경기 6골을 기록하며 2022-23 시즌 타사 다 리가 준우승, 2022-23년 UEFA 유로파리그 8강 진출에 기여했다.

## 국가대표 경력

### 일본 A대표팀
2018년 9월 11일 코스타리카와의 친선 경기에서 국제 A매치 데뷔전을 치른 후 2021년 3월 30일 홈에서 열린 몽골과의 2022년 FIFA 월드컵 아시아 지역 2차 예선 F조 2차전에서 A매치 데뷔골을 터뜨리며 팀의 6-0 대승을 이끌었다.
그 후 2022년 FIFA 월드컵 본선 엔트리에 합류하여 비록 코스타리카와의 E조 조별리그 2차전에서 엉성한 볼 터치로 팀 패배의 원인을 제공하긴 했지만 유럽의 두 강호인 독일과 스페인을 연달아 무너뜨리며 일본의 2회 연속 월드컵 16강 진출에 일조했다.
그리고 2023년 AFC 아시안컵 본선 합류 후 4경기에 출전했고 이란과의 8강전에서도 선제골을 터뜨리며 팀의 리드를 안겼으나 이후 상대팀인 모하메드 모헤비와 상대팀 주장인 알리레자 자한바크슈에게 각각 필드골과 페널티킥 역전골을 얻어맞고 1-2로 패하며 2015년 이후 9년만의 아시안컵 8강 탈락의 굴욕을 맛보았다.

## 통계
| 일본 | 일본 | 일본 |
| 연도 | 출전 | 득점 |
| ---- | ---- | ---- |
| 2018 | 2    | 0    |
| 2019 | 1    | 0    |
| 2020 | 0    | 0    |
| 2021 | 9    | 2    |
| 2022 | 8    | 0    |
| 2023 | 8    | 0    |
| 2024 | 11   | 4    |
| 통산 | 39   | 6    |